# 區淑貞
區淑貞，（英語：Sue Au Suk-Jing，1975年—），香港亞洲電視前女藝人。求學時期就讀路德會西門英才中學，與前港姐林麗薇同窗，1993年亞洲小姐競選冠軍（準決賽得到第四名，於決賽選擇成為冠軍組的四位佳麗之一而最後脫穎而出）。因那時亞視花旦關詠荷、劉錦玲相繼離臺，她与當屆亞軍王薇一同受到重用，1994年起開始在電視劇中演出。
1995年，与亞視履行完一年合約后，區淑貞退出娛樂圈，其後轉行至幼稚園擔任教師，她目前已婚。因演藝生涯非常短暫，被媒體評為“最不娛樂的亞姐冠軍”。

## 電視劇（亞洲電視）
- 1994年 戲王之王 飾 余凱晴
- 1994年 郎心如鐵（又名：失落真心）飾 萬紅
- 1995年 九王奪位 飾 佟舒蘭
- 1995年 一屋兩鬼三人行（又名：再續隔世情） 飾 嘉嘉
- 1995年 有房出租 一 奪命佳人 飾 程可恩
- 1995年 九品芝麻官